# Blähgraphit
Blähgraphit, auch expandierbarer Graphit genannt, wird aus dem natürlich vorkommenden Mineral Graphit hergestellt. Eine Graphitflocke besteht aus Schichten von wabenförmig angeordneten Kohlenstoffatomen. Innerhalb der Schichten sind die Atome durch kovalente Bindungen sehr fest verbunden. Zwischen den Schichten herrschen nur schwache Bindungskräfte, so dass Moleküle zwischen die Graphitschichten eingelagert (interkaliert) werden können. Durch die Einlagerung von Säuren, üblicherweise Schwefelsäure, wird Graphit in Blähgraphit umgewandelt.

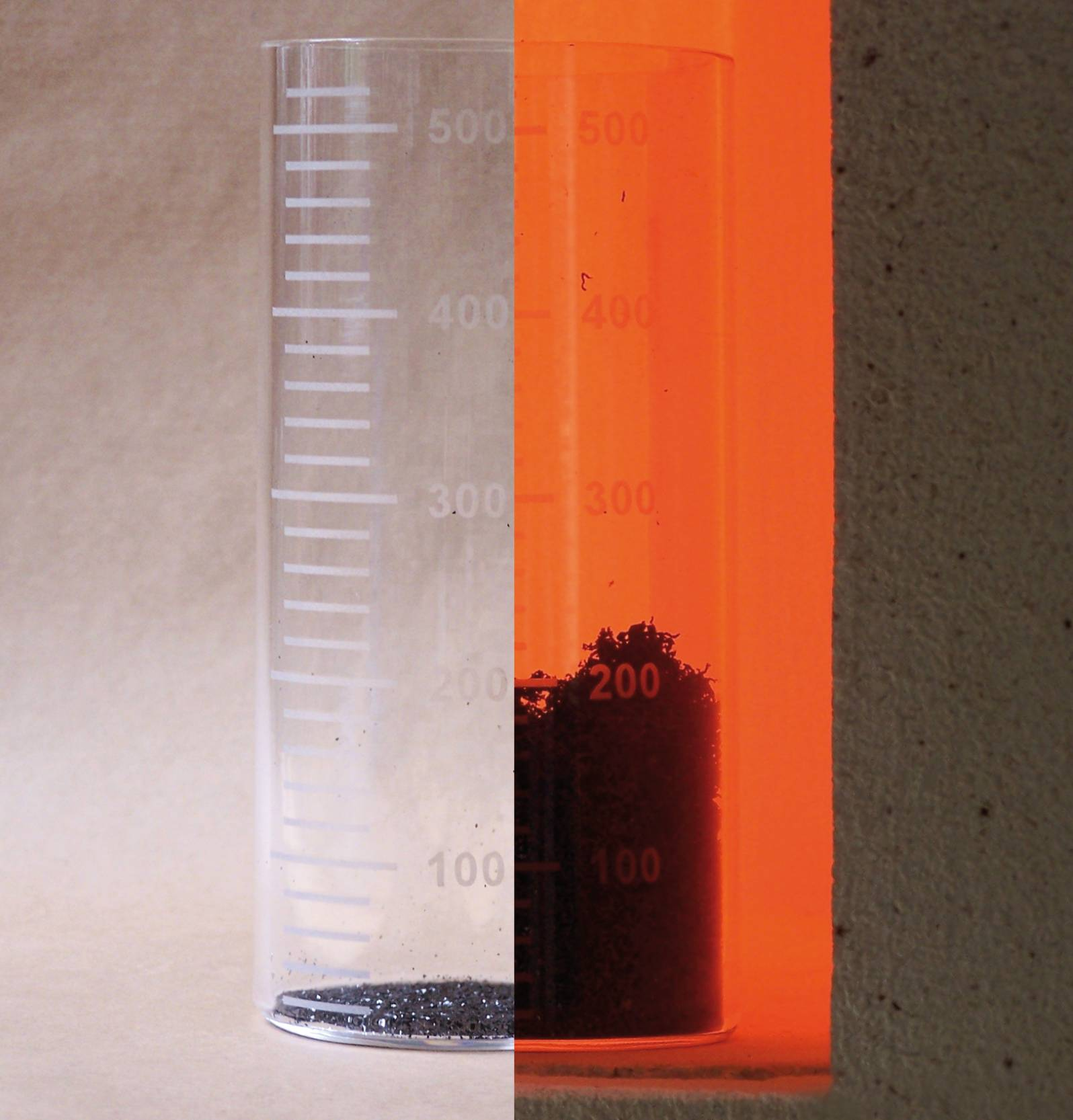
Links, Rohmaterial Blähgraphit. Rechts aufgeblähter Graphit.

## Eigenschaften
Wird Blähgraphit erhitzt, expandieren die Graphitflocken je nach Qualität, ab einer Temperatur von ca. 140 °C auf ein Vielfaches des ursprünglichen Volumens an. Durch das Verdampfen der eingelagerten Verbindungen werden die Graphitschichten ziehharmonikaartig auseinandergetrieben. Die expandierten Flocken haben eine „würmchenartige“ Erscheinungsform und sind üblicherweise mehrere Millimeter lang.
| Physikalische Eigenschaften |                              |
| Kohlenstoffgehalt           | 85–99 %                      |
| Expansionsrate              | 30–400 cm³/g                 |
| Teilchengröße               | 80 % < 75 µm – 80 % > 500 µm |
| Starttemperatur             | 140–230 °C                   |

## Herstellung
Zur Herstellung von Blähgraphit werden Naturgraphitflocken in einem Bad aus Säure und Oxidationsmittel behandelt. Üblicherweise angewandte Oxidationsmittel sind Wasserstoffperoxid, Kaliumpermanganat und Chromsäure, wobei Letzteres Nachwirkungen mit sich ziehen kann. Als einzulagernde Verbindung werden meist konzentrierte Schwefelsäure oder Salpetersäure verwendet, wobei die Umsetzung bei Temperaturen von 30 °C bis 130 °C während bis zu vier Stunden erfolgt. Nach der Einwirkzeit werden die Flocken mit Wasser gewaschen und anschließend getrocknet.
Starttemperatur und Expansionsrate hängen von der Feinheit des Graphits ab.

## Anwendungen

### Flammschutz
Eine der Hauptanwendungen von Blähgraphit stellt der Flammschutz dar.
Bei Hitzeeinwirkung expandiert der Blähgraphit und bildet eine Intumeszenzschicht auf der Materialoberfläche. Dies verlangsamt die Brandausweitung und wirkt den für den Menschen gefährlichsten Brandfolgen, nämlich der Bildung toxischer Gase und Rauch, entgegen.

### Graphitfolie
Durch Verdichtung von expandiertem Blähgraphit können Folien aus reinem Graphit produziert werden. Diese werden vorwiegend als thermisch und chemisch hochbeständige Dichtungen im chemischen Anlagenbau eingesetzt.

### Blähgraphit für die Metallurgie
Auch in der Metallurgie wird Blähgraphit zum Abdecken von Schmelzen und Kokillen eingesetzt. Das Material dient hier als Oxidationsschutz und Isolator.

### Blähgraphit für die chemische Industrie
Blähgraphit wird in die chemischen Prozesse für Lacke und Farben miteingebunden.

### Blähgraphit als Dichtmaterial
Blähgraphit eignet sich als Dichtmaterial für Flüssigkeiten in einem breiten Temperaturbereich, das Dichtmaterial wird entweder aus Pulver gepresst, oder als Lamellen geschichtet beispielsweise in Absperrorganen eingesetzt.